# Alba (Missouri)
Alba és una població dels Estats Units a l'estat de Missouri. Segons el cens del 2000 tenia 588 habitants.

## Demografia
Segons el cens del 2000, Alba tenia 588 habitants, 184 habitatges, i 142 famílies. La densitat de població era de 688 habitants per km².
Dels 184 habitatges en un 45,1% hi vivien nens de menys de 18 anys, en un 60,9% hi vivien parelles casades, en un 10,9% dones solteres, i en un 22,8% no eren unitats familiars. En el 19% dels habitatges hi vivien persones soles el 9,8% de les quals corresponia a persones de 65 anys o més que vivien soles. El nombre mitjà de persones vivint en cada habitatge era de 2,83 i el nombre mitjà de persones que vivien en cada família era de 3,23.
Per edats la població es repartia de la següent manera: un 29,8% tenia menys de 18 anys, un 15,5% entre 18 i 24, un 28,6% entre 25 i 44, un 19,4% de 45 a 60 i un 6,8% 65 anys o més.
L'edat mediana era de 29 anys. Per cada 100 dones de 18 o més anys hi havia 79,6 homes.
La renda mediana per habitatge era de 30.333 $ i la renda mediana per família de 32.500 $. Els homes tenien una renda mediana de 23.625 $ mentre que les dones 16.364 $. La renda per capita de la població era d'11.588 $. Entorn del 9,5% de les famílies i el 15,2% de la població estaven per davall del llindar de pobresa.

## Poblacions més properes
El següent diagrama mostra les poblacions més properes.